# Benestare
Benestare község (comune) Calabria régiójában, Reggio Calabria megyében.

## Fekvése
A megye keleti részén fekszik. Határai: Ardore, Bovalino, Careri, Platì és San Luca.

## Története
A 17-18. század fordulóján alapították. Korabeli épületeinek nagy része az 1783-as calabriai földrengésben elpusztult. A 19. század elején, amikor a Nápolyi Királyságban felszámolták a feudalizmust Ardore része lett. Rövidesen önálló községgé vált. 

## Népessége
A népesség számának alakulása:

## Főbb látnivalói
- Santa Maria della Misericordia-templom
- San Giuseppe-templom